# Municipio de Plum (Kansas)
Plum (en inglés, Plum Township) es un municipio situado en el condado de Phillips, Kansas, Estados Unidos. Tiene una población estimada, a mediados de 2023, de 309 habitantes.

## Geografía
Está ubicado en las coordenadas 39°46′52″N 99°06′48″O / 39.78111, -99.11333 (39.781129, -99.113471). Según la Oficina del Censo, tiene una superficie total de 92.85 km², de los cuales 92.60 km² corresponden a tierra firme y 0.25 km² están cubiertos de agua.

## Demografía
Según el censo de 2020, en ese momento había 331 personas residiendo en la zona. La densidad de población era de 3.57 hab./km². El 93.05 % de los habitantes eran blancos, el 0.30 % era afroamericano, el 1.21 % eran amerindios, el 0.91 % eran de otras razas y el 4.53 % eran de una mezcla de razas. Del total de la población, el 4.23 % eran hispanos o latinos de cualquier raza.